# Ne bolit golova u djatla
Ne bolit golova u djatla (russisk: Не болит голова у дятла, da.: Spætter har ikke hovedpine) er en sovjetisk spillefilm fra 1974 instrueret af Dinara Asanova.

## Medvirkende
- Sasja Zjezljaev som Seva Mukhin
- Jelena Tsyplakova som Ira Fjodorova
- Aleksandr Bogdanov som Leva Bulkin
- Ira Obolskaja som Kapa Tararuhina
- Denis Kozlov som Misja